# Луміс (Небраска)
Луміс (англ. Loomis) — селище (англ. village) в США, в окрузі Фелпс штату Небраска. Населення — 391 особа (2020).

## Географія
Луміс розташований за координатами 40°28′42″ пн. ш. 99°30′28″ зх. д. / 40.47833° пн. ш. 99.50778° зх. д. (40.478284, -99.507684).  За даними Бюро перепису населення США в 2010 році селище мало площу 0,85 км², уся площа — суходіл.

## Демографія
Згідно з переписом 2010 року, у селищі мешкали 382 особи в 155 домогосподарствах у складі 111 родини. Густота населення становила 448 осіб/км².  Було 170 помешкань (199/км²).
Расовий склад населення:
| - 96,6 % — білих - 1,0 % — корінних американців - 0,3 % — вихідців з тихоокеанських островів - 0,3 % — азіатів |

До двох чи більше рас належало 1,3 %. Частка іспаномовних становила 3,9 % від усіх жителів.
За віковим діапазоном населення розподілялося таким чином: 28,3 % — особи молодші 18 років, 58,6 % — особи у віці 18—64 років, 13,1 % — особи у віці 65 років та старші. Медіана віку мешканця становила 38,5 року. На 100 осіб жіночої статі у селищі припадало 108,7 чоловіків;  на 100 жінок у віці від 18 років та старших — 101,5 чоловіків також старших 18 років.
Середній дохід на одне домашнє господарство  становив 58 853 долари США (медіана — 58 000), а середній дохід на одну сім'ю — 69 668 доларів (медіана — 72 500). Медіана доходів становила 37 361 долар для чоловіків та 26 786 доларів для жінок. За межею бідності перебувало 3,2 % осіб, у тому числі 2,1 % дітей у віці до 18 років та 14,0 % осіб у віці 65 років та старших.
Цивільне працевлаштоване населення становило 240 осіб. Основні галузі зайнятості: освіта, охорона здоров'я та соціальна допомога — 22,9 %, виробництво — 13,3 %, роздрібна торгівля — 10,8 %, сільське господарство, лісництво, риболовля — 10,8 %.